# William B. Washburn
William B. Washburn (Winchendon, 1820. január 31. – Springfield, 1887. október 5.) az Amerikai Egyesült Államok szenátora (Massachusetts, 1874–1875).